# Valeri Tichonenko
Valeri Aleksejevitsj Tichonenko (Russisch: Валерий Алексеевич Тихоненко) (Angren, Tasjkent (nu Oezbekistan), 19 augustus 1964) is een voormalig Russisch basketbalspeler die speelde voor het basketbalteam van de Sovjet-Unie, Gezamenlijk team en Rusland.

## Carrière
Hij speelde voor verschillende clubs als SKA Alma-Ata, CSKA Moskou en Spartak Moskou Region. In 2000 begon hij als hoofdcoach van CSKA Moskou. Daarna volgde Dinamo Moskou in 2004 en CSK VVS Samara in 2005. In 2009 werd hij hoofdcoach van het nationale damesbasketbalteam van Rusland. Hij haalde in 2009 zilver met het nationale team op Eurobasket vrouwen. Hij ontving diverse onderscheidingen, waaronder de Orde van de Vriendschap (Sovjet-Unie), Ereteken van de Sovjet-Unie, Orde van de Volkerenvriendschap en de Meester in de sport van de Sovjet-Unie. Hij was Luitenant-kolonel van het Russische Leger.
Valeri Tichonenko heeft een nichtje, Ksenia Tichonenko, die ook basketbal speelt en die uitkomt voor Rusland.

## Erelijst
- Landskampioen Sovjet-Unie:
  - Tweede: 1985, 1986, 1987
  - Derde: 1989
- Landskampioen Rusland: 3
  - Winnaar: 1998, 1999, 2000
- Olympische Spelen:
  - Goud: 1988
- Wereldkampioenschap:
  - Zilver: 1986, 1990, 1998
- Europees kampioenschap:
  - Goud: 1985
  - Zilver: 1987
  - Brons: 1989
- Goodwill Games:
  - Zilver: 1986
  - Brons: 1990
- Vriendschapsspelen: 1
  - Goud: 1984

## Speler
4 Jerjomin  ·
5 Kurtinaitis ·
6 Tarakanov ·
7 Sabonis ·
8 Lopatov ·
9 Tichonenko ·
10 Valters ·
11 Tkatsjenko ·
12 Mysjkin ·
13 Jovaiša ·
14 Bilostinnyj ·
15 Chomičius ·
Coach: Gomelski
· Assistent-coach: 
· Assistent-coach: 
4 Volkov ·
5 Enden ·
6 Tarakanov ·
7 Chomičius ·
8 Lopatov ·
9 Tichonenko ·
10 Valters ·
11 Tkatsjenko ·
12 Kurtinaitis ·
13 Jovaiša ·
14 Bilostinnyj ·
15 Sabonis ·
Coach: Oboechov
· Assistent-coach: Sjoeksjin
· Assistent-coach: 
4 Volkov ·
5 Sokk ·
6 Tarakanov ·
7 Grisjaev ·
8 Jēkabsons ·
9 Tichonenko ·
10 Valters ·
11 Tkatsjenko ·
12 Kurtinaitis ·
13 Chomičius ·
14 Bilostinnyj ·
15 Sabonis ·
Coach: Oboechov
· Assistent-coach: Sjoeksjin
· Assistent-coach: 
4 Volkov ·
5 Sokk ·
6 Tarakanov ·
7 Grisjaev ·
8 Jēkabsons ·
9 Tichonenko ·
10 Valters ·
11 Tkatsjenko ·
12 Kurtinaitis ·
13 Chomičius ·
14 Bilostinnyj ·
15 Sabonis ·
Coach: Oboechov
· Assistent-coach: Sjoeksjin
· Assistent-coach: 
4 Volkov ·
5 Enden ·
6 Tarakanov ·
7 Chomičius ·
8 Babenko ·
9 Tichonenko ·
10 Valters ·
11 Tkatsjenko ·
12 Marčiulionis ·
13 Jovaiša ·
14 Pankrasjkin ·
15 Hoborov ·
Coach: Gomelski
· Assistent-coach: Edesjko
· Assistent-coach: 
4 Volkov ·
5 Sokk ·
6 Tarakanov ·
7 Marčiulionis ·
8 Miglinieks ·
9 Tichonenko ·
10 Kurtinaitis ·
11 Sabonis ·
12 Pankrasjkin ·
13 Chomičius ·
14 Bilostinnyj ·
15 Hoborov ·
Coach: Gomelski
· Assistent-coach: Selichov
· Assistent-coach: 
4 Vētra ·
5 Sokk ·
6 Berezjnyj ·
7 Marčiulionis ·
8 Volkov ·
9 Tichonenko ·
10 Kurtinaitis ·
11 Sabonis ·
12 Gadasjev ·
13 Chomičius ·
14 Bilostinnyj ·
15 Hoborov ·
Coach: Garastas
· Assistent-coach: 
· Assistent-coach: 
4 Vētra ·
5 Sokk ·
6 Berezjnyj ·
7 Melesjtsjenko ·
8 Lopatov ·
9 Tichonenko  ·
10 Bazarevitsj ·
11 Volkov ·
12 Soecharev ·
13 Koroljov ·
14 Bilostinnyj ·
15 Pintsjoek ·
Coach: Garastas
· Assistent-coach: Chromajev
· Assistent-coach: 
4 Vētra ·
5 Bazarevitsj ·
6 Berezjnyj ·
7 Melesjtsjenko ·
8 Lopatov ·
9 Tichonenko  ·
10 Zjoekanenko ·
11 Moerzin ·
12 Soecharev ·
13 Koroljov ·
14 Podkovyrov ·
15 Pintsjoek ·
Coach: Garastas
· Assistent-coach: 
· Assistent-coach: 
4 Vētra ·
5 Bazarevitsj ·
6 Miglinieks ·
7 Gorin ·
8 Panov ·
9 Tichonenko ·
10 Berezjnyj ·
11 Nosov ·
12 Soecharev ·
13 Gadasjev ·
14 Volkov ·
15 Bilostinnyj ·
Coach: Selichov
· Assistent-coach: Sidjakin
· Assistent-coach: 
4 Karasjov ·
5 Koedelin ·
6 Pasjoetin ·
7 Kisoerin ·
8 Domani ·
9 Tichonenko ·
10 Babkov ·
11 Michajlov ·
12 Morgoenov ·
13 Koerasjov ·
14 Panov ·
15 Nosov ·
Coach: Belov
· Assistent-coach: Jerjomin
· Assistent-coach: 
4 Karasjov ·
5 Koedelin ·
6 Pasjoetin ·
7 Kisoerin ·
8 Domani ·
9 Tichonenko ·
10 Babkov ·
11 Fetisov ·
12 Morgoenov ·
13 Koerasjov ·
14 Panov ·
15 Nosov ·
Coach: Belov
· Assistent-coach: Kapranov
· Assistent-coach: Jerjomin
4 Karasjov ·
5 Koedelin ·
6 Petrenko ·
7 Kisoerin ·
8 J. Pasjoetin ·
9 Tichonenko ·
10 Babkov ·
11 Koerasjov ·
12 Z. Pasjoetin ·
13 Avlejev ·
14 Panov ·
15 Nosov ·
Coach: Belov
· Assistent-coach: Jerjomin
· Assistent-coach: 

## Coach
4 Artesjina ·
5 Hammon ·
6 Koezina ·
7 Volkova ·
8 Karpoenina ·
9 Sjtsjegoleva ·
10 Korstin  ·
11 Stepanova ·
12 Lisina ·
13 Popova ·
14 Abrosimova ·
15 Osipova ·
Coach: Tichonenko
· Assistent-coach: 
· Assistent-coach: 